# Euryspongia repens
Euryspongia repens är en svampdjursart som först beskrevs av Thiele 1905.  Euryspongia repens ingår i släktet Euryspongia och familjen Dysideidae. Inga underarter finns listade i Catalogue of Life.